# I. e. 391
Évszázadok: i. e. 5. század – i. e. 4. század – i. e. 3. század
Évtizedek: i. e. 440-es évek – i. e. 430-as évek – i. e. 420-as évek – i. e. 410-es évek – i. e. 400-as évek – i. e. 390-es évek – i. e. 380-as évek – i. e. 370-es évek – i. e. 360-as évek – i. e. 350-es évek – i. e. 340-es évek
Évek: i. e. 396 – i. e. 395 – i. e. 394 – i. e. 393 –  i. e. 392 – i. e. 391 – i. e. 390 – i. e. 389 – i. e. 388 – i. e. 387 – i. e. 386

## Események

### Perzsa Birodalom
- A Spárta uralma alatt lévő kis-ázsiai városok kormányzója, Thibrón feldúlja a spártaellenes politikát folytató kis-ázsiai perzsa szatrapa, Sztruthasz területeit, de egy rajtaütésben életét veszti.
- Euagorasz szalamiszi király athéni és egyiptomi segítséggel kiszorítja a perzsákat Ciprus nagy részérőé, sőt anatóliai városokat is elfoglal.

### Görögország
- A korinthoszi háborúban az athéni Iphikratész szinte teljesen könnyűfegyverzetű gyalogosokból és dárdahajítókból álló seregével a lekhaioni csatában döntő vereséget mér a spártai hoplitákra. Ez az első alkalom, hogy könnyfegyverzetűek nagyobb ütközetben felülkerekedjenek a görög nehézpáncélos gyalogságon. Iphikratész ezután feldúlja Phleiusz környékét és Árkádiát.
- Egy argoszi sereg megszállja Korinthoszt és gyakorlatilag egyesítik a két városállamot.

### Itália
- I. Dionüsziosz, a szicíliai Szürakuszai ura elkezdi kiterjeszteni hatalmát a dél-itáliai görög városokra és sikertelenül ostromolja Rhégiont.
- Marcus Furius Camillus római dictatort azzal vádolják, hogy igazságtalanul osztotta szét a Veii elfoglalásakor szerzett zsákmányt, mire önkéntes száműzetésbe vonul.
- A rómaiak a Clusiumot ostromló gall sereget küldik szövetségbe Quintus Fabius Ambustust és a Fabius család két másik tagját. A követség belekeveredik egy csetepatéba az ostromlottak oldalán és megölik az egyik gall parancsnokot. A gallok vezére, Brennus a Fabiusok kiadatását követeli Rómától, és amikor ezt megtagadják, megindul a város felé.
- Rómában consuli jogkörű katonai tribunusok: Lucius Lucretius Tricipitinus Flavus, Servius Sulpicius Camerinus, Lucius Aemilius Mamercinus, Lucius Furius Medullinus, Agrippa Furius Fusus és Gaius Aemilius Mamercinus.

## Halálozások
- Thibrón, spártai hadvezér
- Mo-ce, kínai filozófus (hozzávetőleges időpont)

## Fordítás
- Ez a szócikk részben vagy egészben  a(z)   391 BC című angol Wikipédia-szócikk ezen változatának fordításán alapul.  Az eredeti cikk szerkesztőit annak laptörténete sorolja fel. Ez a jelzés csupán a megfogalmazás eredetét és a szerzői jogokat jelzi, nem szolgál a cikkben szereplő információk forrásmegjelöléseként.